# كريس باتون (لاعب غولف)
كريس باتون (بالإنجليزية: Chris Patton)‏ هو لاعب غولف أمريكي، ولد في 20 نوفمبر 1967 في فاونتن إنن في الولايات المتحدة.

## وصلات خارجية
- كريس باتون على موقع رابطة لاعبي الغولف المحترفين (الإنجليزية)
- كريس باتون على موقع رابطة اليابان للاعبي الغولف المحترفين (الإنجليزية)